# Acontiola gobabis
Acontiola gobabis is een vlinder van de familie van de uilen (Noctuidae). De wetenschappelijke naam van deze soort is voor het eerst voorgesteld als Ozarba gobabis door Emilio Berio in een publicatie uit 1940.
De soort komt voor in Congo-Kinshasa en Namibië.